# Arabsat 2B
Arabsat 2B auf 30,5° Ost ist ein Fernsehsatellit der Arab Satellite Communications Organization (ARABSAT) mit Sitz in Riad. Er gehört zur 2. Generation der ARABSAT Satellitenflotte und wurde am 13. November 1996 gestartet und ist nicht mehr in Betrieb.

## Empfang
Die fast ausschließlich arabischsprachigen Programme sind in Nordafrika, dem Nahen Osten bzw. mittleren Osten und auf dem Balkan zu empfangen.
Die Übertragung erfolgt im C- bzw. Ku-Band.